# لورن اروین (قایقران روئینگ)
لورن اروین (انگلیسی: Lauren Irwin؛ زادهٔ ۲۰ اوت ۱۹۹۸)  قایقران روئینگ زن اهل بریتانیا است.
وی در مسابقات کشوری و بین‌المللی در مجموع برندهٔ ۳ مدال نقره شده است.